# Euronics Danmark
Euronics Danmark A/S er en dansk elektronikhandelsvirksomhed, der servicerer over 220 selvstændige butikker i Danmark. Virksomheden har hovedkvarter i Skanderborg, hvor den blev etableret i 1998. Euronics Danmark er medlem af indkøbsfællesskabet Euronics International. De omsatte for 712 mio. kroner i 2022. 
Euronics Danmark servicerer de frivillige butikskæder: EL-Salg, Lyspunkt, Photocare og Lysmesteren.